# Schefflera fantsipanensis
Schefflera fantsipanensis là một loài thực vật có hoa trong Họ Cuồng cuồng. Loài này được Bui miêu tả khoa học đầu tiên năm 1975.